# Шутовка
Шутовка (біл. Шутаўка) — село в Терюській сільській раді Гомельського району Гомельської області Республіки Білорусь.

## Географія

### Розташування
За 25 км на південь від Гомеля. За 6 км від залізничної станції Терюха.

## Гідрографія
На річці Пісошенька (притока річки Терюха).

## Транспортна мережа
Транспортний зв'язок степовою, а потім автомобільною дорогою Старі Яриловичі — Гомель. У селі 5 житлових будинків (2004) розташовані вздовж дороги. Забудова дерев'яних будинків садибного типу.

## Історія
За письмовими джерелами відома з другої половини XIX століття, як село в Носовицькій волості Гомельського повіту Могильовської губернії.
У 1926 році у Хуторянській сільраді Носовицького району Гомельського округу. У 1932 році жителі села вступили до колгоспу.
Під час німецько-радянської війни у вересні 1943 року окупанти повністю спалили село.
У 1959 році у складі радгоспу «Соціалізм» із центром у селі Терюха.

## Населення

### Чисельність
- 2009 — 14 мешканців